# Palazzo Bambagini Galletti
Il Palazzo Bambagini Galletti è la rielaborazione ottocentesca di un edificio precedente, si trova in via delle Cerchia 15 a Siena, a pochi metri di distanza dal Palazzo Venturi Gallerani.

## Storia e descrizione
La sua architettura in stile neoclassico ed eclettico risale al 1840, ed è attribuita ad un progetto di Agostino Fantastici. Sopra il portale ad arco si nota un terrazzino con una ringhiera in ferro battuto dal motivo elegante, mentre la finestra che vi sporge è affiancata da nicchie spartite da paraste che sostengono una trabeazione; sopra questa lo stemma di famiglia. Le finestre, incorniciate in travertino sono accompagnate da lunghe e sottili cornici marcapiano anch'esse in travertino.
Recentemente riservato ad abitazioni private, il palazzo è visitabile solo dall'esterno.